# توني شوماخر
توني شوماخر (بالألمانية: Tony Schumacher)‏ هي كاتِبة ألمانية، ولدت في 17 مايو 1848 في لودفيغسبورغ في ألمانيا، وتوفي بنفس المكان في 10 يوليو 1931.